# Piranha 3D
Pour les articles homonymes, voir Piranha (homonymie).
Série Piranha
Piranha 2 3D
(2012)
Pour plus de détails, voir Fiche technique et Distribution.
Piranha 3D  est une comédie horrifique américaine en 3D réalisée par Alexandre Aja et sortie en 2010. Produit par Dimension Films, il met en mettant en scène Elisabeth Shue, Steven R. McQueen, Adam Scott, Jerry O'Connell, Ving Rhames, Jessica Szohr ou encore Christopher Lloyd et Eli Roth.
Il s'agit du 4e volet de la série de films Piranha débutée avec Piranhas (1978) de Joe Dante. Le réalisateur Alexandre Aja affirme cependant que « ce n'est pas du tout un remake du film de Joe Dante ».

## Synopsis
La ville de Lake Victoria en Arizona s'apprête à recevoir des milliers d'étudiants pour le spring break.
Sur son bateau, au beau milieu d'un lac situé dans une ancienne zone archéologique, le pêcheur Matt Boyd (Richard Dreyfuss) assiste à un tremblement de terre. Celui-ci cause un tourbillon sous-marin, qui libère des centaines de piranhas préhistoriques, jusqu'alors bloqués dans une grotte sous-marine. Matt Boyd tombe à l'eau et est dévoré.
Dans la ville, désobéissant aux ordres de sa mère le shérif Forester (Elisabeth Shue), Jake (Steven R. McQueen) décide d'accompagner un groupe de personnes faisant des vidéos pornographiques : Derrick Jones (Jerry O'Connell), Drew Cunningham (Paul Scheer (en)) et les deux actrices Danni (Kelly Brook) et Crystal (Riley Steele). Jake laisse son frère Zane (Sage Ryan) et sa sœur Laura (Brooklynn Proulx) chez eux en leur interdisant de quitter la maison. Les deux enfants désobéissent et partent en barque sur le lac.
Dans la nuit, Julie la shérif découvre avec son adjoint Fallon (Ving Rhames) le corps décomposé de Matt Boyd. Le lendemain, Julie accompagne une équipe de biologistes qui vont inspecter la faille sous-marine : Novak (Adam Scott), Paula (Dina Meyer) et Sam (Ricardo Chavira).
Au port, Jake part avec Derrick ; l'amie de Jake, Kelly (Jessica Szohr) les accompagne.
Dans la faille sous-marine, Sam découvre des œufs de poisson et est dévoré par un banc, ainsi que Paula. Julie et Novak recueillent un spécimen et l'amènent au propriétaire d'une animalerie, Carl (Christopher Lloyd). Ce dernier affirme que ces poissons sont une espèce préhistorique de piranhas très agressive, et que les poissons ne vont pas tarder à attaquer les jeunes gens qui fêtent le spring break au port.
Jake s'aperçoit que son petit frère et sa petite sœur sont coincés sur une petite île. Derrick, après avoir été menacé par Jake, accepte de ramener les enfants. Mais un accident survient : l'hélice du bateau est coincée dans les algues.
Au port, malgré les efforts de Julie, Novak et Fallon, les piranhas font un carnage parmi les étudiants, les morts s'accumulant avec l'appétit des poissons et les mouvements de panique des étudiants.
Sur le bateau de Derrick, une voie d'eau s'ouvre et le bateau commence à couler. Derrick, Crystal et Drew tombent à l'eau ; Jake, Danni, Laura et Zane réussissent à rester sur le bateau mais Kelly est coincée en bas avec les piranhas qui la cernent. Crystal est dévorée, Drew s'enfuit à la nage et Derrick est remonté, à moitié dévoré, par Danni.
Julie apprend où est son fils et va le rejoindre en hors-bord avec Novak. Au port, Fallon est attaqué et perd ses deux jambes.
Le hors-bord s'approche du bateau où se trouvent Jake, Danni, Zane, Laura et Kelly, mais ne peut pas l'aborder à cause des rochers. Une corde est lancée et Julie rejoint le bateau. La corde sert à faire passer les gens mais pendant la traversée Danni est mordue et tombe dans l'eau où elle est dévorée.
Jake décide de sauver Kelly : il jette le corps de Derrick dans l'eau pour attirer les piranhas tandis qu'il va rejoindre Kelly. Jake parvient à faire exploser le bateau et tous les piranhas sont broyés par l'onde de choc.
Tout semble fini mais Carl appelle par radio les derniers survivants : il affirme que les piranhas vus jusqu'alors sont des bébés. Alors que Novak demande où sont les parents, il est attrapé par un énorme piranha.

## Fiche technique
Sauf indication contraire, les informations mentionnées dans cette section peuvent être confirmées par la base de données cinématographiques IMDb,  présente dans la section « Liens externes ».
- Titre original et français : Piranha 3D
- Réalisation : Alexandre Aja
- Scénario : Sage Ryan et Peter Goldfinger, arrangé par Alexandre Aja et Grégory Levasseur
- Musique : Michael Wandmacher
- Direction artistique : Marisa Frantz
- Décors : Clark Hunter
- Costumes : Sanja Milkovic Hays
- Photographie : John R. Leonetti
- Montage : Baxter
- Production : Alexandre Aja, Grégory Levasseur, Mark Canton (en) et Marc Toberoff
- Sociétés de production : Atmosphere Entertainment MM, Chako Film Company, Dimension Films, Intellectual Properties Worldwide et The Weinstein Company
- Sociétés de distribution : A-Film Distribution (Belgique), Alliance Films (Canada), Wild Bunch Distribution (France), Dimension Films (États-Unis)
- Budget : 24 000 000 de dollars
- Pays de production :  États-Unis
- Langue originale : anglais
- Format : couleur — 35 mm — 2.35:1
- Genre : comédie horrifique, comédie dramatique
- Durée : 89 minutes
- Dates de sortie :
  - Canada : 20 août 2010
  - États-Unis : 20 août 2010
  - Belgique : 1er septembre 2010
  - France : 1er septembre 2010
- Classification :
  - États-Unis : R (Restricted)
  - France : Interdit aux moins de 12 ans et interdit aux moins de 16 ans lors de sa sortie à la télévision[réf. nécessaire]

## Distribution
Sauf indication contraire, les informations mentionnées dans cette section peuvent être confirmées par la base de données cinématographiques IMDb,  présente dans la section « Liens externes ».
- Elisabeth Shue (VF : Hélène Bizot ; VQ : Johanne Léveillé) : Shérif Julie Forester
- Steven R. McQueen (VF : Alexis Tomassian ; VQ : Nicolas Bacon) : Jake Forester
- Adam Scott (VF : Alexandre Gillet ; VQ : Jean-François Beaupré) : Novak Radzinsky
- Jerry O'Connell (VF : Marc Saez ; VQ : Sébastien Dhavernas) : Derrick Jones
- Ving Rhames (VF : Saïd Amadis ; VQ : Manuel Tadros) : Shérif adjoint Fallon
- Jessica Szohr (VF : Véronique Picciotto ; VQ : Magalie Lépine-Blondeau) : Kelly Driscoll
- Kelly Brook (VF : Laura Blanc ; VQ : Pascale Montreuil) : Danni Arslow
- Christopher Lloyd (VF : Pierre Hatet ; VQ : Yves Massicotte) : Carl Goodman
- Richard Dreyfuss (VF : Mathieu Rivolier) : Matt Boyd
- Riley Steele (VF : Anne Arovaz) : Crystal Sheppard
- Paul Scheer (en) (VQ : Hugolin Chevrette) : Andrew « Drew » Cunningham
- Ricardo Chavira (VF : David Krüger) : Sam Montez
- Dina Meyer (VF : Nathalie Gazdic) : Paula Montellano
- Brooklynn Proulx : (VF : Eva Saez ; VQ : Ludivine Reding) : Laura Forester
- Sage Ryan (VF : Max Renaudin ; VQ : Thomas-Fionn Tran) : Zane Forester
- Cody Longo : Todd Dupree
- Eli Roth (VF : Benoît Du Pac ; VQ : Gilbert Lachance) : le présentateur du concours de tee-shirts mouillés
- Gianna Michaels : la fille du parachute ascensionnel
- Ashlynn Brooke : la fille coupée en deux

## Production

### Genèse et développement
Dimension Films propose à Alexandre Aja et Grégory Levasseur le script de Piranha en 2003, époque où ils ont vendu leur film Haute Tension (2003) à Lionsgate : « On a immédiatement accroché. Le concept était mortel : le Spring break attaqué par les piranhas préhistoriques ! ». Ils ont alors rencontré les trois producteurs avec qui l'entretien ne s'est pas très bien passé : les deux français ont dû faire autre chose.
La société française Wild Bunch reprend le projet et choisit alors Chuck Russell en octobre 2005, pour mettre en scène les piranhas, avec le scénario écrit par Josh Stolberg et Pete Goldfinger. Le tournage prévu au printemps 2006, le producteur annule le projet trop onéreux d'entre 20 et 25 millions de dollars.
En 2006, alors que La colline a des yeux n'est pas encore sorti dans les salles américaines et qu'il travaille au Canada sur la préparation du film 2e sous-sol de Franck Khalfoun, Alexandre Aja reçoit les premiers producteurs de Dimensions par téléphone, leur proposant de retravailler sur Piranha. Avec son partenaire de toujours, « nous avons donc rencontré les frères Bob et Harvey Weinstein pour parler des scènes qui nous avait excitées des années auparavant, comme celle où une nana se fait bouffer les jambes en parachute. On les voyait nous écouter  et rester un peu perplexes, genre de quoi ils parlent ?. Nous nous sommes aperçus que Dimension ne connaissait absolument rien du script que nous avions aimé ». Celui des frères Weinstein est une réécriture de Chuck Russell dont l'histoire a été changée, ce que déplait fort aux français car il a un « côté Gremlins pour adultes ». Alexandre Aja et Grégory ont donc réécrit le scénario, réinventant l'histoire et produisant le film avec Mark Canton et Marc Toberoff.

### Tournage
« Les Weinstein nous ont laissés libres sur le scénario et le tournage, c'est à partir du montage que ça s'est compliqué. Bob veut qu'on aille directement aux scènes gore, il se fiche de l'histoire. Mais si les spectateurs ne s'attachent pas aux personnages, ils n'en auront rien à faire de les voir mourir. Alors on perd du temps en palabres. »

— Alexandre Aja

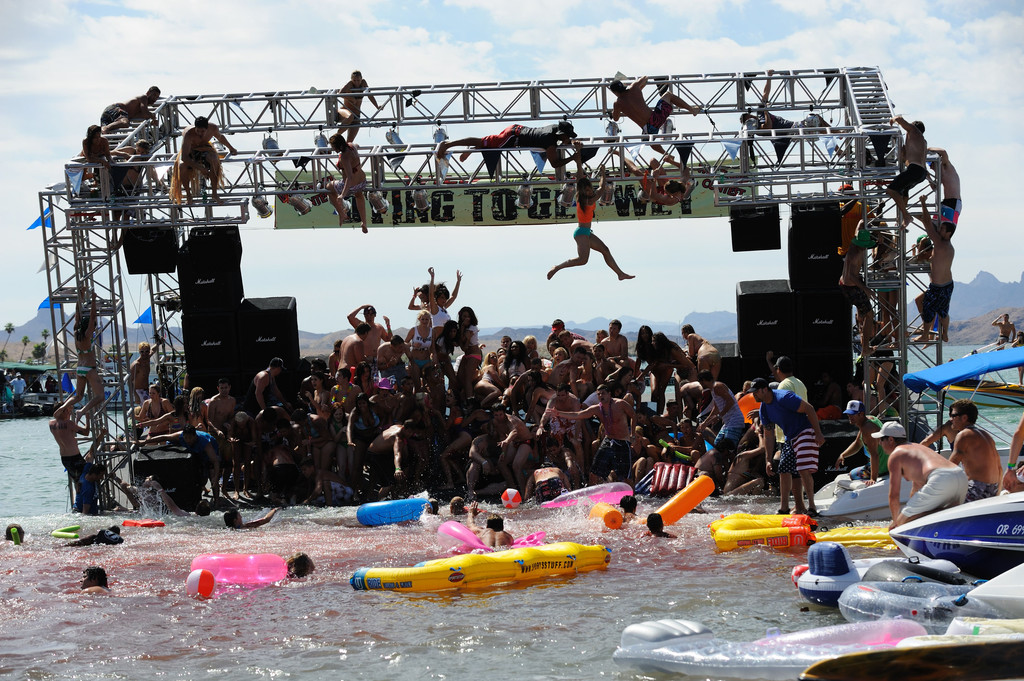
Tournage d'une scène de Piranha 3D.

Le tournage, qui devait commencer fin 2008, a d'ailleurs été retardé jusqu'en mars 2009. Il commence finalement en mai 2009 à Lake Havasu en Arizona, et se déroule en quarante-deux jours au lieu des soixante prévus. Entièrement filmé au lac Havasu, avec des milliers de figurants plongeant dans l'eau colorée par trois cent mille litres de sang, le tournage se termine en juillet. Alexandre Aja part à Montréal où il poursuit son travail sur  l'étalonnage, le mixage, les effets spéciaux (dont NewBreed Vfx, Gradient Effects (VFX), Intelligent Creatures, Mr. X pour les effets visuels, Tippett Studio, Inner-D) et la conversion en trois dimensions pour terminer son film en plus de quatre semaines. Il lui avait été impossible de tourner directement en tridimensionnel, en raison de la sensibilité de la caméra HD, de la température de cinquante degrés à l'ombre et des reflets du soleil.
Trois cent mille litres de sang furent nécessaires pour la scène la plus complexe du film, l'attaque massive des piranhas, ce qui fait de Piranha 3D le film le plus sanglant de l'histoire du cinéma.
La durée initiale du film était de cent onze minutes, la version présentée au cinéma a été raccourcie de douze minutes, décision prise par les frères Weinstein à cause de scènes très gores.
Le lieu de tournageLake Havasu, Arizona, États-Unis

### Musique
Deux bandes originales ont été éditées chez Lakeshore Records et sont sorties en août 2010, dont l'une est composée par Michael Wandmacher et l'autre contient notamment des titres d'Amanda Blank, Public Enemy (vs. Benny Benassi), Dub Pistols, Ozomatli, Hadouken! ou encore Steve Aoki.

## Accueil

### Box-office
| Pays                          | Box-office      | Nbre de sem. | Classement TLT | Date               |
| Box-office mondial            | 80 000 000 USD  | 15           | e              | au total           |
| Box-office États-Unis/ Canada | 25 000 000 USD  | 10           | e              | au 28 octobre 2010 |
| Box-office France             | 640 000 entrées | 7            | -              | au 12 octobre 2010 |

Malgré Expendables : Unité spéciale (The Expendables) de Sylvester Stallone, sorti le 13 août 2010 aux États-Unis, qui se trouve depuis deux semaines au sommet du box-office américain avec 17 millions de recettes (pour un total de 65 millions), le film d'Alexandre Aja s'installe en trois jours à la sixième place avec 10 millions de dollars. Le résultat se résume équivalent à Mirrors (11,1 millions de dollars, au total) et inférieur à La colline a des yeux (15,7 millions de dollars).
| Évolution du box-office de Piranha 3D aux États-Unis (en USD) |            |            |            |            |            |            |
| Weekend                                                       | We. 1      | We. 2      | We. 3      | We. 4      | We. 5      | We. 6      |
| Recettes US par weekend                                       | 10 000 000 | 4 300 000  | 2 400 000  | 700 000    | 150 000    | 30 000     |
| Recettes US cumulées                                          | 10 000 000 | 18 300 000 | 22 500 000 | 24 300 000 | 24 700 000 | 24 800 000 |
| Position                                                      | 6e         | 10e        | 14e        | 21e        | 37e        | 55e        |

| Évolution du box-office international de Piranha 3D (en USD) |           |            |            |            |            |            |
| Weekend                                                      | We. 1     | We. 2      | We. 3      | We. 4      | We. 5      | We. 6      |
| Recettes US par weekend                                      | 2 000 000 | 9 000 000  | 8 000 000  | 4 000 000  | 2 000 000  | 1 300 000  |
| Recettes US cumulées                                         | 2 000 000 | 13 500 000 | 26 500 000 | 33 000 000 | 38 500 000 | 40 000 000 |
| Position                                                     | 25e       | 9e         | 5e         | 13e        | 28e        | 35e        |

Piranha 3D a récolté 50 millions $ au box office international, il est sorti dans plus de 40 pays.
- Les 5 meilleurs résultats, représentant environ la moitié des recettes totales engrangées (soit 30 millions $)[réf. nécessaire] :
  - Russie : 9,5 millions $
  - Royaume-Uni : 7 millions $
  - France : 6,9 millions $
  - Corée du Sud : 4,8 millions $
  - Australie : 2,2 millions $

## Autour du film

### Éditions en vidéo
Wild Side Video annonce la sortie de quatre éditions du film Piranha 3D, le 23 février 2011, c'est-à-dire une proposition en DVD, DVD et Blu-ray Collector avec version 2D et 3D Anaglyphe et en Blu-ray 3D Actif pour les téléviseurs tridimensionnels.

### Suite
Piranha 2 3D, réalisé par John Gulager, sort aux États-Unis en juin 2012. Il ne sort qu'en vidéo en France